# Claudio Angelo Giuseppe Calabrese
Claudio Angelo Giuseppe Calabrese (Fourneaux, 18 februari  1867 - Aosta, 7 mei 1932) was een Italiaans geestelijke en bisschop van de Rooms-Katholieke Kerk.
Paus Benedictus XV benoemde hem op 7 mei 1920 tot bisschop van Aosta.
Calabrese overleed in Aosta op 1932.